# Pavetta cellulosa
Pavetta cellulosa är en måreväxtart som beskrevs av Cornelis Eliza Bertus Bremekamp. Pavetta cellulosa ingår i släktet Pavetta och familjen måreväxter. Inga underarter finns listade i Catalogue of Life.